# Saprinus lutshniki
Saprinus lutshniki är en skalbaggsart som beskrevs av Reichardt 1941. Saprinus lutshniki ingår i släktet Saprinus och familjen stumpbaggar. Inga underarter finns listade i Catalogue of Life.